# Inger en Johannes Exner

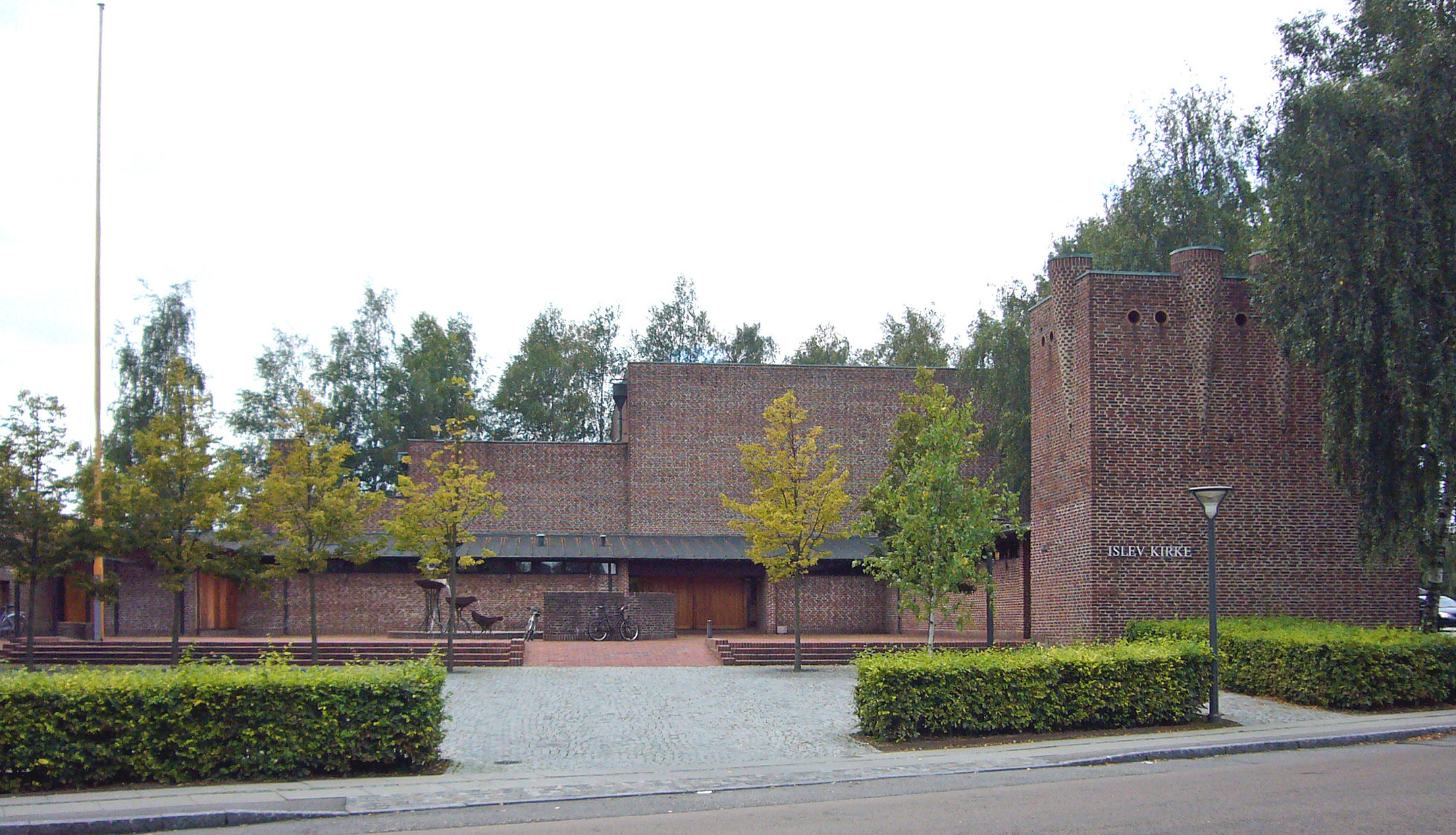
Islevkerk

Inger Exner, geboren als Inger Augusta Würtzen (Randers, 20 augustus 1926), en Johannes Exner (Hald, 25 maart 1926 – 16 mei 2015) was een Deens architectenechtpaar. Ze ontmoetten elkaar op de middelbare school en studeerden allebei architectuur aan de Deense Academie, waar ze in 1954 afstudeerden.
In 1958 startten ze hun eigen architectenbureau, gespecialiseerd in de bouw en restauratie van kerken. Ze werkten aan projecten als de kerk van Præstebro in Herlev (1966-1969), de Nørrelandskerk in Holstebro (1967-1969), de Islevkerk in Rødovre (1968-1969), de Gugkerk in Aalborg (1973) en de Sæddenkerk in Esbjerg (1978). Ze restaureerden de Rundetårn in Kopenhagen (1981-1983) en kasteel Koldinghus (1972-1992). In 2001 ontwierpen ze een nieuwe westvleugel voor Klooster Ter Apel.

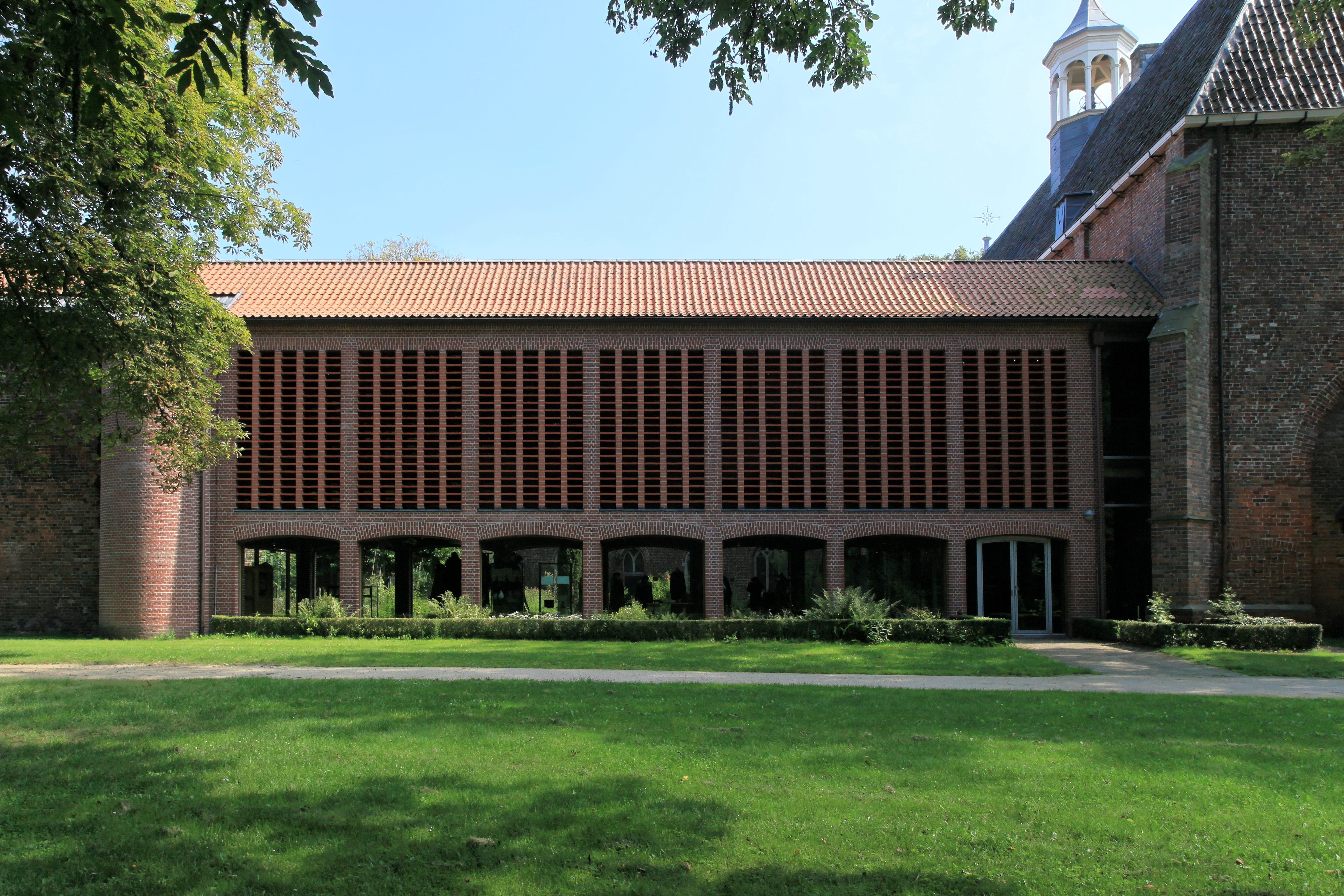
Westvleugel van Klooster Ter Apel

In 1983 werd ze de Deense Eckersberg-medaille toegekend. In 1991 ontvingen ze de Nykredit-prijs en in 1992 de CF Hansen-medaille. In dat jaar kregen ze ook allebei erelidmaatschappen van het American Institute of Architects. In 1994 ontvingen ze de Europa Nostra-prijs voor hun werk aan kasteel Koldinghus.